# ماریو میتاج
ماریو میتاج (زاده ۶ اوت ۲۰۰۳) یک فوتبالیست حرفه‌ای می‌باشد که در پست دفاع چپ برای باشگاه لوکوموتیو مسکو و در لیگ برتر روسیه بازی می‌کند. وی زاده یونان می‌باشد و در سطح ملی نماینده آلبانی می‌باشد.

## حرفه باشگاهی

### آ.ا. ک آتن
در روز ۱۲ آگوست ۲۰۲۰، میتاج نخستین قرارداد حرفه‌ای خود را با باشگاه یونانی آ.ا. ک آتن امضا نمود و بعد از آن تمرین‌های خود را با تیم اصلی شروع نمود.
در روز ۱۸ اکتبر ۲۰۲۰، ماریو نخستین بازی خودش را در لیگ در بازی مقابل پائوک انجام داد و بدین ترتیب با سن ۱۷ سال و ۲ ماه و ۱۳ روز به عنوان جوان‌ترین بازیکن خارجی تاریخ باشگاه تبدیل شد که در یک بازی رقابتی حضور داشته‌است.
در روز ۲ فوریه ۲۰۲۱، ماریو قرارداد جدیدی را امضا نمود که تا تابستان ۲۰۲۳ ادامه دارد.
در روز ۱۰ آگوست ۲۰۲۱، ماریو مدافع آلبانیایی قرارداد جدیدش را امضا نمود و او را تا تابستان ۲۰۲۶ در باشگاه نگه داشت.

### لوکوموتیو مسکو
در روز ۲۷ آگوست ۲۰۲۲، میتاج قراردادی ۵ ساله با باشگاه لیگ برتر روسیه باشگاه فوتبال لوکوموتیو مسکو امضا نمود. مبلغ این انتقال ۳ میلیون یورو بود و آ.ا. ک آتن نیز درصدی را برای انتقال بعدی میناژ حفظ کرد.